# Инженерная школа № 1581
Государственное бюджетное общеобразовательное учреждение города Москвы «Инженерная школа № 1581» (ранее лицей № 1581) — учебное заведение в Москве. Находится рядом с Курским вокзалом.
Проводится обучение с углублённым изучением математики, физики и информатики. Школа ведёт подготовку учеников для поступления в МГТУ им. Н.Э. Баумана. Занятия по структуре и продолжительности похожи на занятия в МГТУ им. Н. Э. Баумана. Дисциплина математика разделяется на три самостоятельные дисциплины: алгебра, геометрия, аналитическая геометрия, математический анализ. По математике и физике занятия построены на лекциях и семинарах. Обычно, и лекции и семинары занимают сразу по два урока. В конце каждого полугодия ученики сдают экзамены по математике, физике, информатике, а также, возможно, по некоторым другим. 

## История лицея
Школа № 401 была основана в 1936 году. До 1953 года располагалась по адресу: Малый Полуярославский переулок, д. 3/5.
В годы Великой Отечественной войны учителя и более 80 учеников школы ушли на фронт. Об их подвиге рассказывается на стендах школьного музея. В память о погибших в годы войны в лицее установлена мемориальная доска. За помощь фронту в 1943 году школе была объявлена благодарность Верховного Главнокомандующего. За ратный и трудовой подвиг в годы Великой Отечественной войны более 70 учителей были награждены орденами и медалями.
В 1953 году школа переехала в новое здание, построенное по проекту Л. А. Степановой, где располагается и сегодня. В 2006 году школа получила статус лицея и номер 1581. В 2006 году лицей выиграл грант Президента Российской Федерации на дальнейшее развитие новых образовательных технологий.
Со времени образования из стен лицея вышло более 6000 учеников, среди которых такие известные люди, как:
- И. Б. Фёдоров — академик, президент МГТУ им. Н.Э. Баумана
- Ю. Б. Чесноков — олимпийский чемпион по волейболу
- В. Б. Гаркалин — актёр

### Директора школы
Директорами школы были:
- М. А. Оконешников
- Е. И. Худая
- В. Г. Холод
- Г. Г. Генкина
- А. М. Шапиро
- В. С. Кузьмин
- Р. С. Иванникова
- И. Е. Павлова
- А. Г. Мехед (победитель Всероссийского конкурса «Учитель года 2007 года»)
- Н. С. Филиппова
- И. В. Новокрещенов
- А. С. Тверской
- И. А. Мусина (по наст. время)

## Выпускники
Более 250 выпускников лицея окончили школу с золотой и серебряной медалями. По результату исследования ФМШ 2007 доля набравших от 220 баллов за три ЕГЭ от количества выпускников равна 74,5%. Многие учащиеся лицея являются победителями международных и всероссийских олимпиад школьников по физике, математике и другим предметам. В настоящее время в лицее обучается около 500 учеников 7-11 классов, образованием которых заняты более тридцати опытных педагогических работников, в том числе заслуженные учителя, кандидаты наук, почётные работники образования.

## Публикации в СМИ
- Анализ работы в 2007—2008 учебном году. План работы на 2008—2009 учебный год. М. 2008.
- Агранович М. Магистры летят в космос. — «Российская газета», 2008, 15 января, с. 6.
- Будущие студенты учатся в лицее. — «Учительская газета», 2007, 11 декабря с. 17.
- Грант вам в руки. — «Вечерняя Москва», 2006, 24 августа, с. 5.
- Живая память. ЦАО г. Москвы, район Таганский. М. 2006.
- Звезды спорта. М., 1979, с. 393 .
- Горбачёв А. Н. История школы № 401: 1936—2006. М., 2006.
- Горбачёв А. Н. Страницы истории школы № 1397. М., 2007.
- Горбачёв А. Н. Таганка — воинам Великой Отечественной войны. М., 2005.
- Горбачёв А. Н. Школа на «Рогожке» (История школы № 457: 1907-1938-2008). М., 2008
- Горбачев А. Н. История лицея № 1581. (История школы № 401). М., 2009.
- Идрисова Л. Использование атомной энергетики для решения проблемы дефицита пресной воды. — см. Энергия будущего — 2008: *Сборник конкурсных работ. М., 2008, с. 296—302.
- Итоги 2007—2008 учебного года. М., 2008.
- Колодный Л. Таганка. За Яузой. М., 2007.
- Егикова В. Что стоит за цифрой. — «Московская правда», 2006, 25 апреля, с. 5.
- Колодный Л. Таганка. За Яузой. М, Голос-Пресс, 2007. (Горбачев А. Н. Лицей № 1581.)
- Лучшие выпускники Москвы. М., 2000.
- Лучшие школы страны. — «Учительская газета», 2006, 23 сентября, с. 16
- Миллион за инновацию! — «Учительская газета», 2006, 15 августа, с. 10.
- Молодцова В. Когда взрослые не знают, как решить проблемы, на помощь им приходят дети. — «Учительская газета», 2007, 13 ноября, с. 16.
- Молодцова В. И чужой класс может стать своим. — «Учительская газета», 2007, 19 июня, с. 7.
- Москва: Учитель года — 2007. — "Московский учитель, 2007, № 10.
- Москва: Учитель года — 2009. — «Московский учитель», 2009, № 5.
- Положевец П. Надо снять шапку и поклониться. — «Учительская газета», 1999, 19 ноября, с. 18-19
- Положенцев П. Университетом управляют традиции. — «Учительская газета», 2003, 4 февраля, с. 42.
- Равнение на лучших. — «Таганская площадь», 2006, № 6(32), с.7.
- Редреева Е. Комета в портфеле. Школьники бороздят космос в тетрадях. — «Московский комсомолец», 2005, 10 октября, с. 3
- Рождественская У. Воспитание толетарантности.- «Московский адвокат», 2006, № 4, с. 23.
- Рогачёв А. В. В московских мы учились школах. М., 2001.
- Сапкин А. Как нам организовать каникулы? — «Центр-класс», 2006, № 3 (46, апрель), с. 5.
- Скромное обаяние чисел. Математику придумали лентяи. — «Учительская газета», 19 июня 2007, с. 6.
- Таганка спортивная. Буклет М., 2004.
- Талантливая молодежь: Реализация в Москве направления «Государственная поддержка талантливой молодёжи» приоритетного национального проекта «Образование» в 2007 году. М., Школьная книга, 2008.
- У успешного учителя и дети успешны. — «Учительская газета» (Москва), 2008, 25 ноября, с. 7
- Учитель года: Победители окружного этапа конкурса. М., 2004.
- Цветаева Г. Золотая медаль Жени Беляева. — «Учительская газета», 1957, 9 июля, с. 3.
- Школы, которые мы выбираем. — «Учительская газета», 2006, 13 июня, с. 16
- Школы, которые получат миллион. — «Московский комсомолец», 2006, 26 мая, с.2.
- Школы Москвы: Справочник под ред. Королевой А. М. Радуга, 2008.
- Энергия будущего — 2008: Сборник конкурсных работ. М., 2008.
- Энциклопедия военно-исторических музеев системы образования города Москвы. М., 2004.